# Weekend z dziewczyną
Weekend z dziewczyną – polski film wojenny z 1968 roku w reżyserii Janusza Nasfetera. Zrealizowany na podstawie powieści Wyraj Edmunda Niziurskiego, który był także współautorem scenariusza do filmu.

## Fabuła
Akcja filmu toczy się w trakcie okupacji niemieckiej. Doktor Stanny, lekarz w małym miasteczku, chce przeżyć wojnę i nie angażować się w żadne akcje konspiracyjne. Pewnego dnia zostaje nakłoniony przez grożącą mu pistoletem sierżant Annę do wyjazdu do lasu, w którym są ranni.

## Obsada
- Anna Ciepielewska - Anna[2],
- Krzysztof Chamiec - doktor Stanny[2],
- Czesław Roszkowski - posterunkowy Bein[2],
- Lech Ordon - partyzant Tomasz Syrkuć[2],
- Krzysztof Litwin - drogerzysta Kacper Pabiś[2],
- Leszek Latacz - Olek Herod[2],
- Krystyna Feldman - gospodyni Stannego[2],
- Stanisław Jaszkowski - Florian[2],
- Adam Perzyk - fryzjer[2],
- Wojciech Rajewski - Kasicki[2].